# دينيبروسيك
دينيبروسيك (بالفرنسية: Dennebrœucq)‏ هي بلدية تقع في إقليم باد كاليه من منطقة نور با دو كاليه في شمال فرنسا. تبلغ مساحة هذه المدينة 3.73 (كم²)، وترتفع عن سطح البحر 70 م، يبلغ عدد سكانها 314 نسمة حسب إحصاء المعهد الوطني للإحصاء والدراسات الاقتصادية سنة 2009 م. وترأس البلدية خلال فترة (2008-2014).